# سيد الدراسة
سيد الدراسة هو مسلسل كوري جنوبي من بطولة كيم سيو رو، باي دونا، أوه يون آه، يو سونغ هو، غو آه-سونغ وإي هيون وو.عٌرض على قناة كي بي إس 2 في الفترة من 4 يناير إلى 23 فبراير 2010.

## روابط خارجية
- سيد الدراسة على موقع IMDb (الإنجليزية)
- سيد الدراسة على موقع قاعدة بيانات الفيلم (الإنجليزية)